# Phytosciara prosciaroides
Phytosciara prosciaroides är en tvåvingeart som beskrevs av Risto Kalevi Tuomikoski 1960. Phytosciara prosciaroides ingår i släktet Phytosciara och familjen sorgmyggor.
Artens utbredningsområde är Finland. Inga underarter finns listade i Catalogue of Life.